# Bulbophyllum rienanense
Bulbophyllum rienanense là một loài phong lan thuộc chi Bulbophyllum.